# Théâtre national macédonien
Le Théâtre national macédonien (en macédonien : Македонски народен театар), abrégé en MNT (МНТ), est le plus grand théâtre de la Macédoine du Nord. Il se trouve à Skopje, la capitale du pays, au bord du Vardar et face à la place de Macédoine.
Le théâtre a été construit une première fois en 1906, alors que la Macédoine était encore sous domination ottomane. L'édifice primitif est incendié accidentellement en 1914 et il est reconstruit en 1927, alors que le pays fait partie du royaume des Serbes, Croates et Slovènes. Ce second théâtre est détruit à son tour pendant le tremblement de terre de 1963. Une reconstruction à l'identique est projetée en 2004, et les travaux commencent en 2007. Le nouveau théâtre est inauguré en 2013. Bien qu'il soit une reconstruction, le monument est souvent appelé Vieux théâtre (Стар театар).
Le « Théâtre national macédonien » désigne non seulement une salle de spectacles, mais aussi une troupe de théâtre fondée en 1945. Celle-ci se produit principalement dans les murs du Théâtre national.

## Histoire

### Le premier théâtre

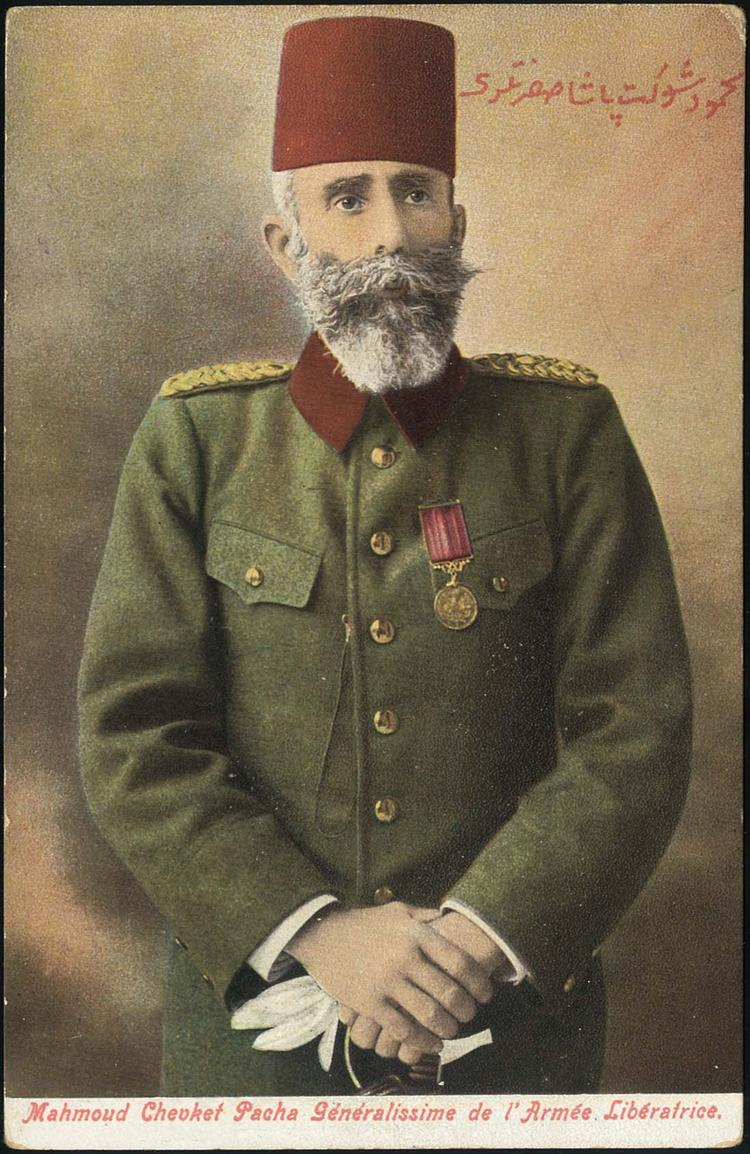
Mahmud Şevket Paşa, qui a fait construire le premier théâtre.

Au début du XXe siècle, Skopje est encore une ville très ottomane, et l'influence occidentale y est peu visible. La ville ne possède pas de salle de théâtre, et les troupes de passage se produisent dans des cafés et des restaurants. Toutefois, des efforts de modernisation sont peu à peu entrepris par les autorités locales, comme la création d'un parc et de nouveaux quartiers résidentiels. Mahmud Şevket Paşa, qui est nommé à la tête du vilayet de Skopje en 1905, décide la construction d'un premier théâtre, qui voit le jour en 1906.
Il se trouvait au même emplacement que le bâtiment actuel, mais il avait une configuration assez différente. Sa salle n'était pas munie de sièges en gradins, et son plancher plat permettait d'organiser non seulement des représentations théâtrales, mais aussi des banquets et des galas. Le théâtre comprenait toutefois une galerie en mezzanine, ainsi qu'une vingtaine de loges. L'une d'elles, fermée par un voile, était réservée aux femmes, qui pouvaient ainsi assister aux représentations sans être vues.
Le théâtre accueillait principalement des troupes de théâtre et d'opéra, mais aussi des concerts, des projections de films et même parfois des spectacles de cirque.
En 1913, à l'issue des guerres balkaniques, les Ottomans sont chassés des Balkans et Skopje est conquise par les Serbes. Ceux-ci y fondent un « Théâtre national », qui siège dans la salle construite par les Turcs. Le théâtre est placé sous la direction de Branislav Nušić, un dramaturge serbe. La troupe comprenait aussi 30 artistes et trois administrateurs. La première représentation est donnée le 27 décembre 1913. La troupe avait choisi une pièce évoquant le couronnement du roi serbe Stefan Uroš IV Dušan, qui avait eu lieu à Skopje au XIVe siècle.
Le 3 février 1914, le théâtre est réduit en cendres par un incendie accidentel. Une salle provisoire est rapidement installée sur les ruines, et Branislav Nušić adresse une lettre au ministre de l'Éducation et des Affaires religieuses afin de faire reconstruire le théâtre.

### Le deuxième théâtre

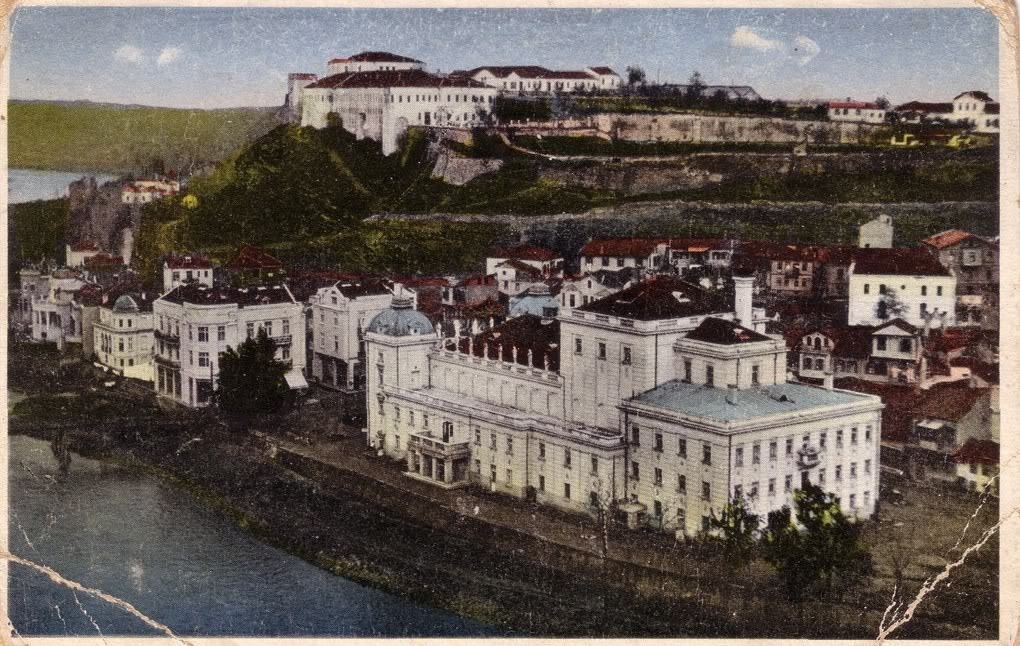
Le théâtre dans les années 1920, avec la forteresse de Skopje en arrière-plan.

Les travaux de construction du nouveau théâtre commencent en 1915, mais ils sont interrompus par la Première Guerre mondiale. Skopje est alors sous occupation bulgare, et le théâtre en chantier sert d'écuries tandis que les événements culturels organisés par l'occupant ont lieu au casino puis au café Zrinski. Après la guerre, Branislav Nušić poursuit les travaux de construction et il reçoit à cette fin trois millions de dinars. Pendant la durée des travaux, la troupe se produit au café Zrinski, puis dans une salle qui se trouvait sur l'actuelle rue Maxime Gorki.
Le nouveau théâtre est inauguré le 27 octobre 1927. Il est alors sous la direction de Radivoje Karadžić et il reçoit le nom du roi Alexandre Ier de Yougoslavie. Extérieurement, l'édifice est beaucoup plus massif que le théâtre construit par les Turcs, et il s'inspire des théâtres du XIXe siècle. Sa silhouette rappelle notamment les grands théâtres de Belgrade, Zagreb ou Sofia, avec une façade à colonnes encadrée par deux pavillons carrés coiffés de dômes. La décoration intérieure est très académique, mais le théâtre se sert aussi des techniques modernes, avec une structure en acier, des installations électriques et un système de chauffage. Il comprend en outre des vestiaires, des salles de répétition, des bureaux, un entrepôt et un salon pour le public. Sa grande salle totalise 650 places, 23 loges et deux balcons.

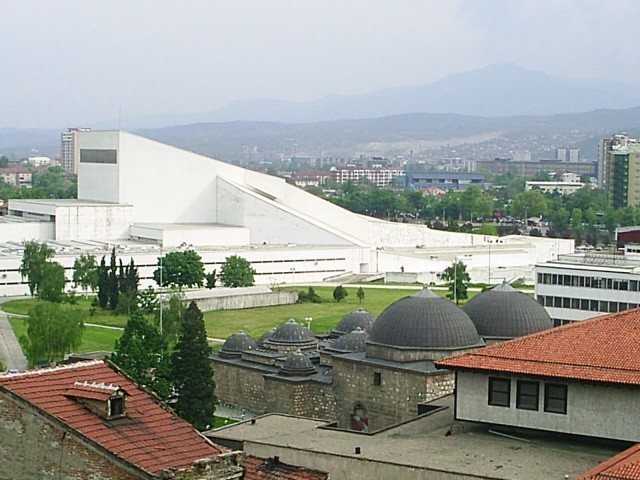
La salle de l'Opéra et Ballet macédoniens, construite en 1979, a servi à la troupe du Théâtre national jusqu'en 2013.

En 1941, pendant la Seconde Guerre mondiale, la Macédoine est à nouveau occupée par la Bulgarie. Le théâtre est alors investi par des troupes bulgares, et les Serbes qui le géraient sont obligés de regagner leur pays. À la fin de la guerre, la République socialiste de Macédoine est proclamée et le peuple macédonien est internationalement reconnu. La langue macédonienne est standardisée et un grand nombre d'institutions culturelles sont créées, dont le Théâtre national macédonien. Ce dernier est constitué le 31 janvier 1945, et il ne présente que des pièces en macédonien. C'est la première fois que cette langue est utilisée au théâtre de Skopje.
Le théâtre est entièrement détruit par le tremblement de terre du 26 juillet 1963, qui a fait disparaître de nombreux monuments de la capitale macédonienne. Certaines pièces, comme des statues de la façade et des fauteuils, sont récupérés par des particuliers. Les ruines sont rapidement déblayées et le site est laissé à l'état naturel, comme l'ensemble des abords du Vardar. La troupe du Théâtre national doit alors se produire au théâtre de Tsentar, avant l'inauguration en 1979 du complexe qui abrite actuellement l'Opéra et le Ballet macédoniens.

### Le troisième théâtre

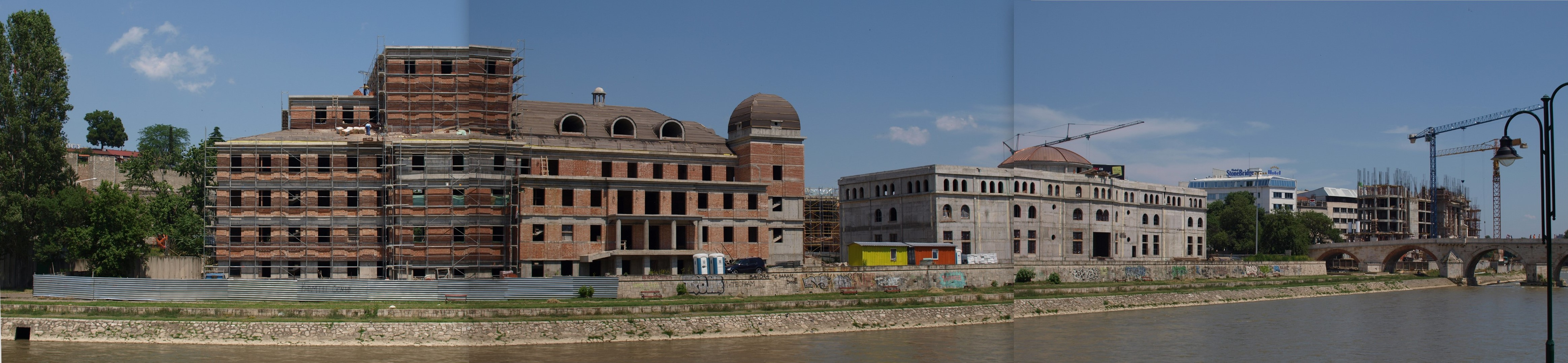
Le théâtre en construction en 2010.

Le séisme de 1963 a fait de Skopje une ville pauvre en monuments anciens et emblématiques. Au cours des années 2000, la reconstruction à l'identique de plusieurs monuments détruits en 1963 est peu à peu envisagée. La reconstruction du théâtre est officiellement annoncée en 2004 et un entrepreneur est trouvé en 2006. Le ministère de la Culture avait par ailleurs passé une annonce dans le Financial Times.

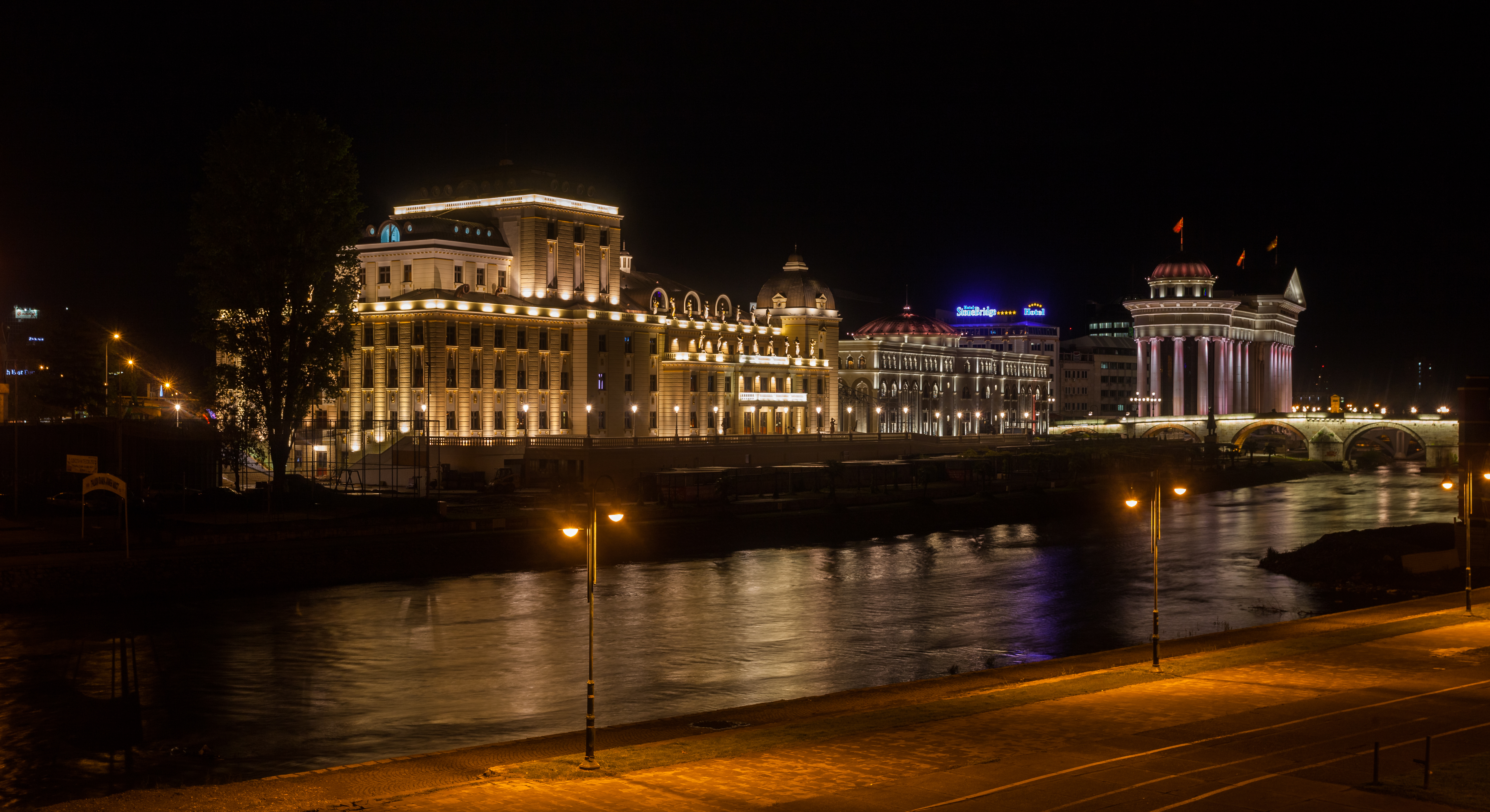
Le théâtre de nuit, avec le Vardar au premier plan.

Le projet annoncé en 2006 ne prévoit pas une véritable reconstruction à l'identique. En effet, les exigences en matière de capacité technique ne sont plus les mêmes et le nouveau théâtre doit être plus grand que l'ancien. Par ailleurs, un pont a été construit sur le Vardar après le séisme, et la petite rue sur laquelle donnait le théâtre est devenue une artère importante. Afin de recréér un véritable parvis devant la façade principale, le théâtre a donc été retourné afin d'être orienté dans le sens opposé. Sa façade principale donne désormais sur le sud. Les plans du nouveau théâtre ont été dessinés par Jovan Stefanovski-Žan.
La reconstruction devait s'achever en 2008, mais le chantier n'a commencé que fin 2007. Par ailleurs, un incendie d'origine accidentelle a partiellement détruit le toit en 2011, et le nouveau théâtre n'a été inauguré que le 31 mai 2013. Sa reconstruction a aussi été suivie par de nombreux autres projets visant à embellir le centre de Skopje, comme des statues, des musées et des ministères, généralement bâtis dans des styles historicistes. Ces projets ont été regroupés dans le plan d'urbanisme Skopje 2014, qui a été régulièrement critiqué pour son coût et ses choix artistiques. Le Théâtre national est d'ailleurs l'élément qui a coûté le plus cher. Estimé au départ à environ 6 millions d'euros, dont 2 pour la structure et 4 pour l'aménagement intérieur, sa construction a finalement nécessité 37 millions d'euros, soit 40 000 euros par siège.
À cause de ce chiffre, la reconstruction du théâtre a été vivement critiquée par diverses personnalités politiques. L'Association des architectes macédoniens s'est elle aussi opposée au projet, dès 2004. Ses membres ont surtout décrié l'aspect historiciste du monument et auraient préféré une construction contemporaine.

## Architecture et décor

### Extérieur

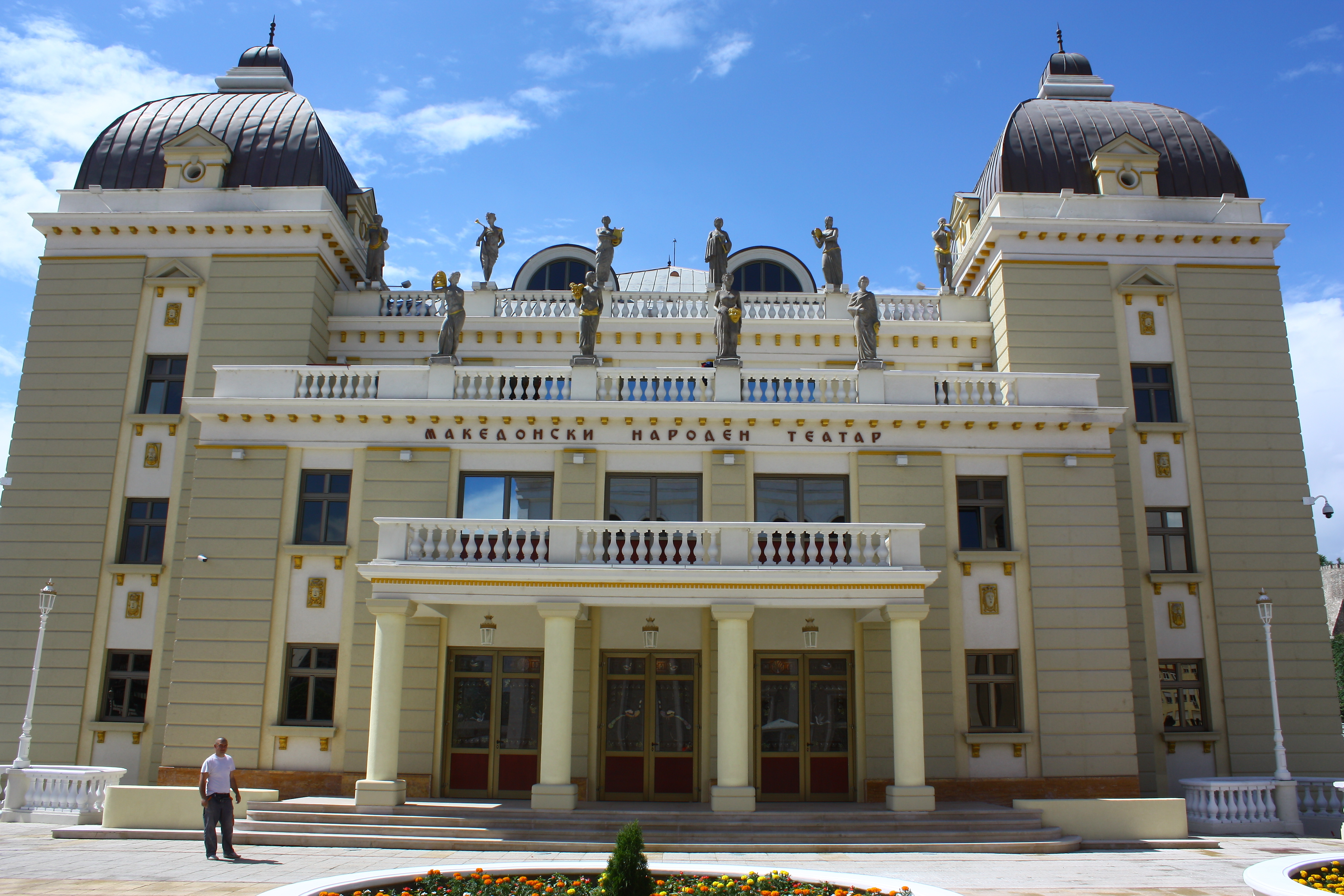
La façade principale.

Le théâtre inauguré en 2013 n'est pas une réplique exacte du théâtre de 1927. L'architecte, Jovan Stefanovski-Žan, n'a pas voulu faire une copie, mais plutôt restaurer l'esprit du lieu, faire réapparaître un monument qui avait disparu du paysage pendant une quarantaine d'années, mais qui existait encore dans la mémoire collective. Le nouveau théâtre devait aussi intégrer les techniques modernes, afin d'être au même niveau que les salles actuelles. Jovan Stefanovski-Žan s'est en outre servi de matériaux de construction contemporains, afin de faciliter la construction et d'inscrire le théâtre dans le monde moderne. Pour lui, l'édifice est un trait entre le passé et le présent.
Extérieurement, le théâtre est assez fidèle à l'édifice de 1927, en dehors du changement d'orientation et de quelques ajouts, comme des lucarnes sur le toit. Les corniches des toits sont décorées de 46 statues qui font chacune 2,20 mètres de haut. Elles représentent des hommes et des femmes en costume antique et illustrent la comédie, la tragédie, la musique ou encore la littérature. À l'origine, il était prévu de placer parmi elles trois statues similaires provenant du théâtre de 1927. Néanmoins, à cause de leur mauvais état, les autorités ont décidé de les installer à l'intérieur. Contrairement aux statues de 1927, celles du nouveau théâtre ne sont pas en marbre mais en béton.
Le parvis du théâtre est agrémenté de plusieurs statues, réalisées dans un style contemporain. Deux d'entre elles représentent des acteurs macédoniens, Todor Nikolovski et Petre Prličko. Elles ont été réalisées par Žarko Bašeski.

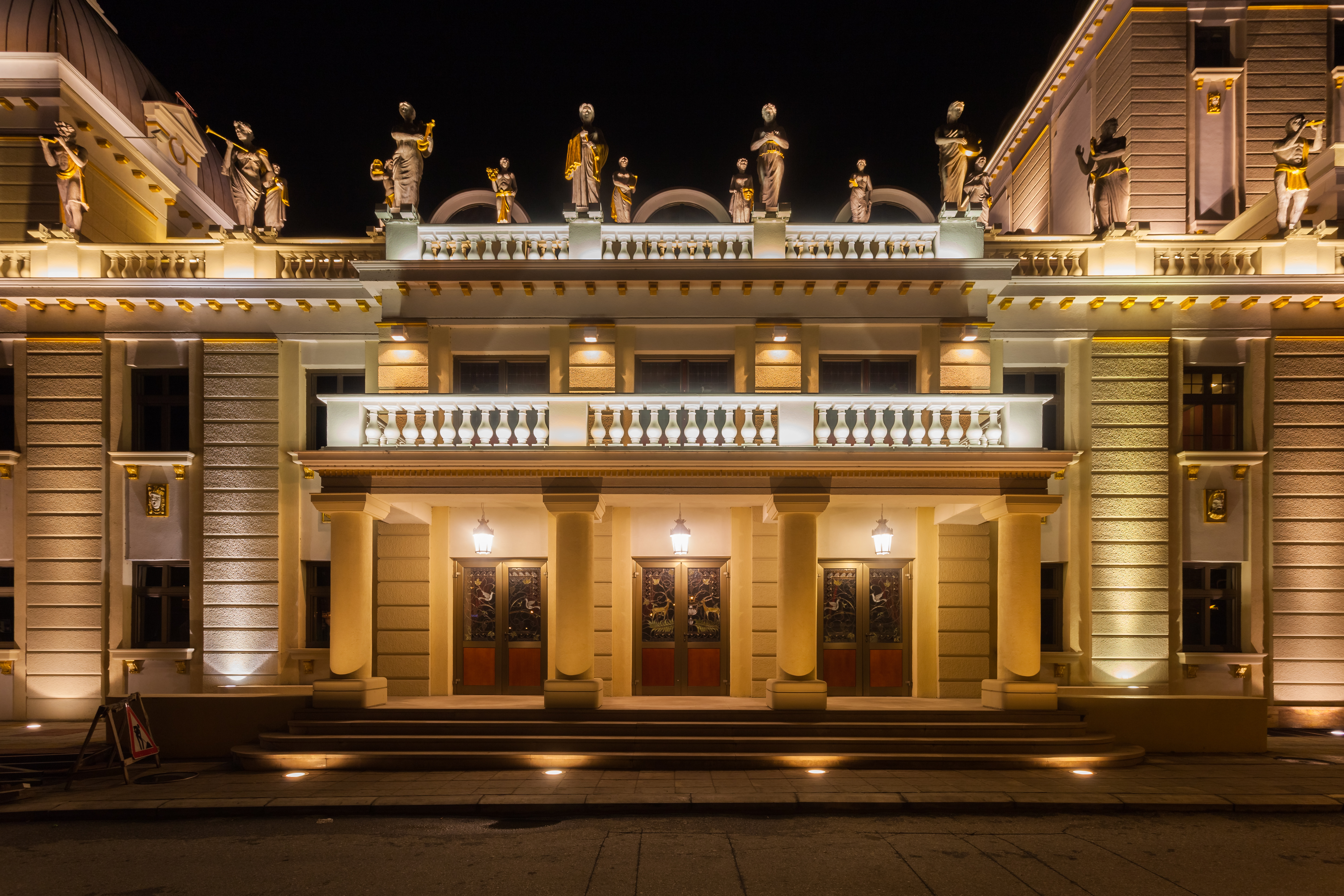
Façade de nuit.
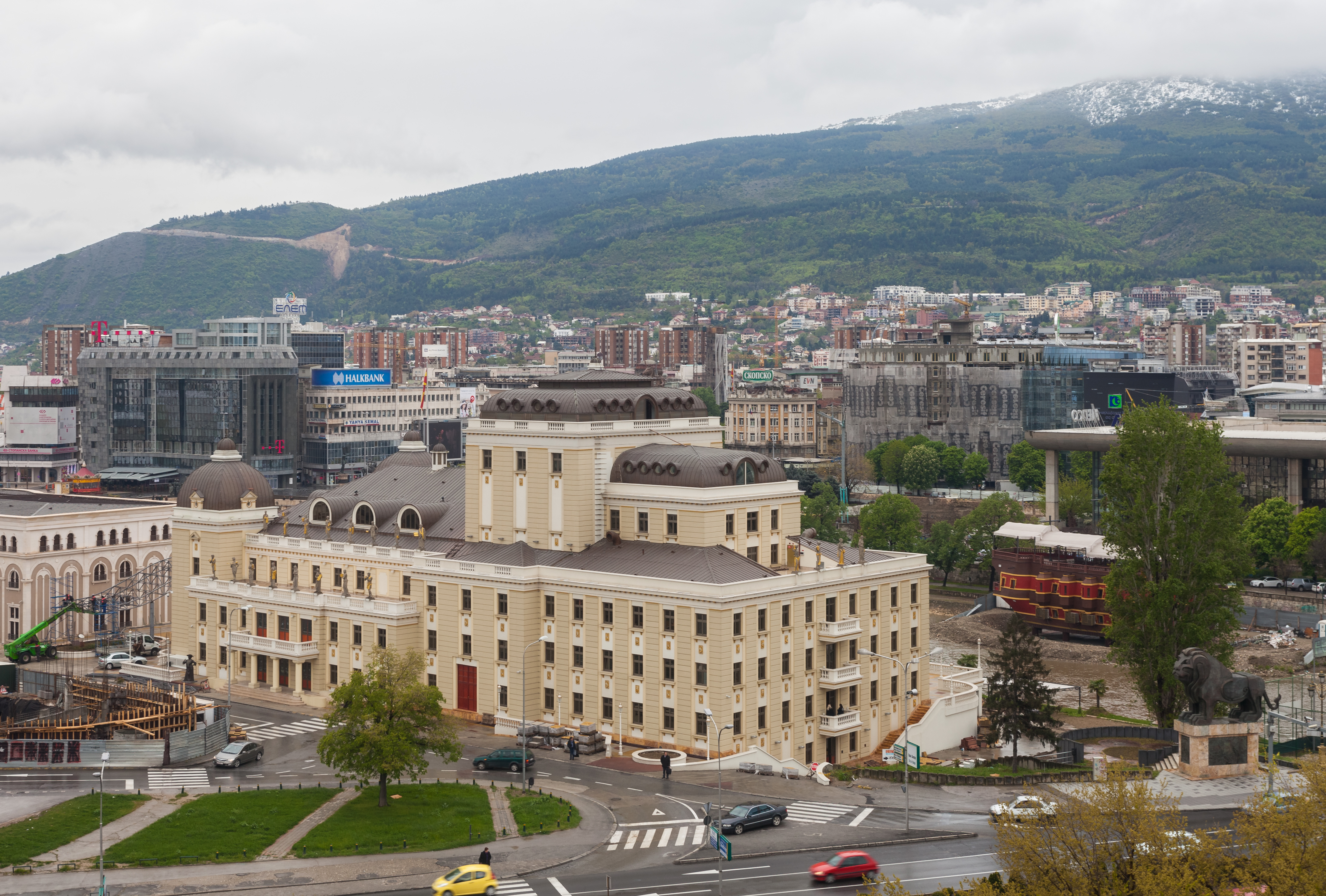
Vue de la forteresse de Skopje.
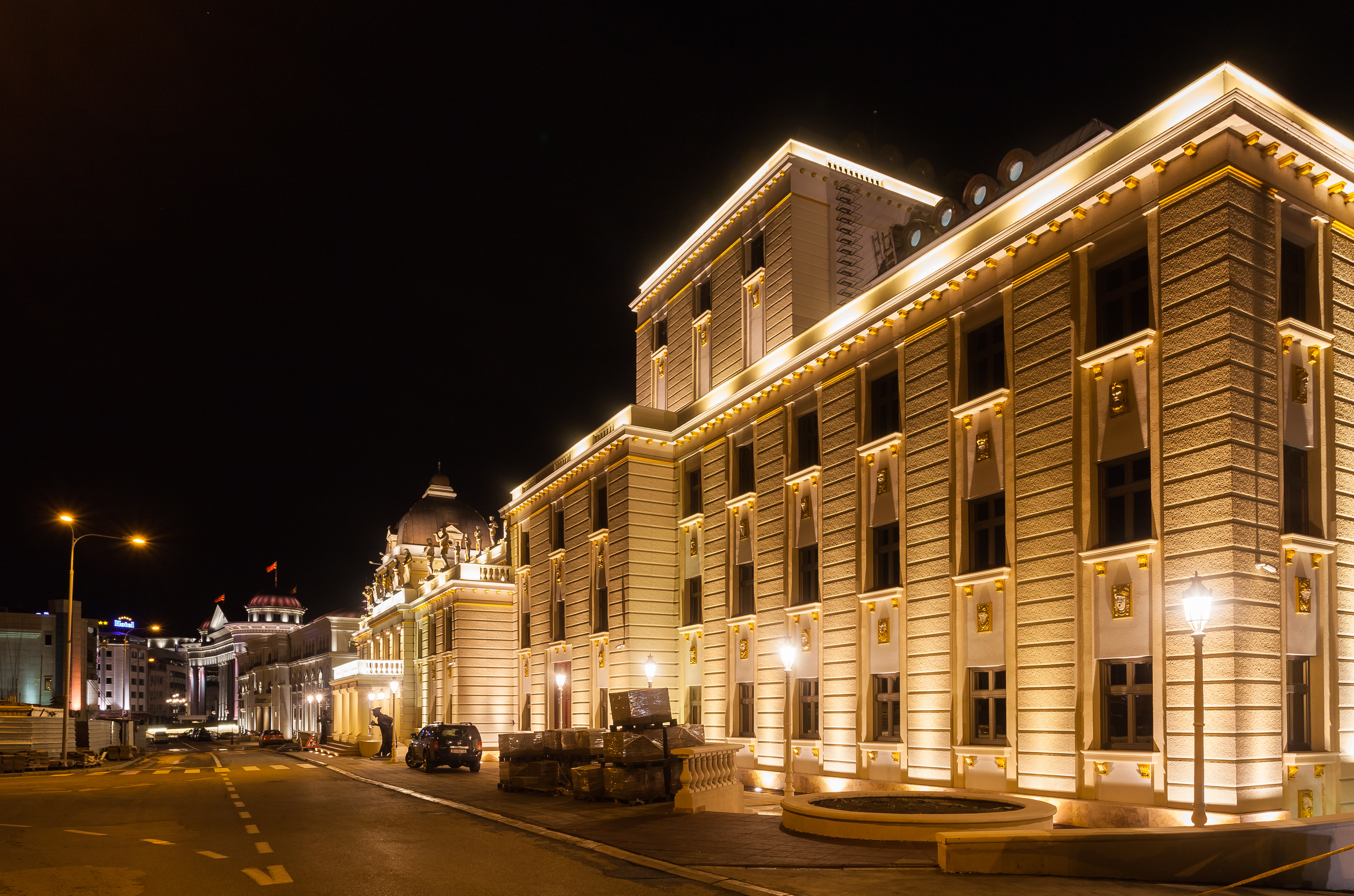
Vue du théâtre de nuit.
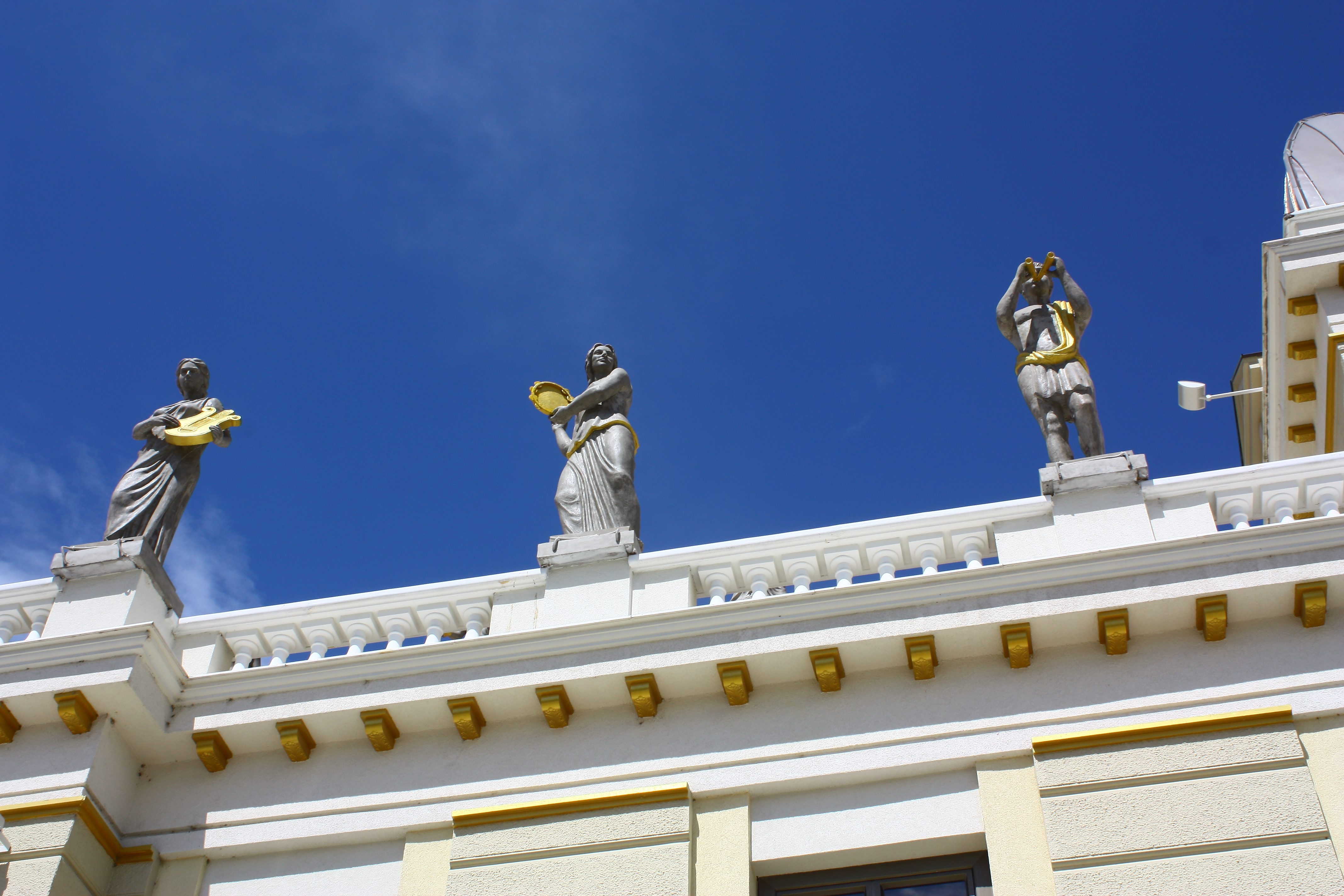
Détail des statues extérieures.
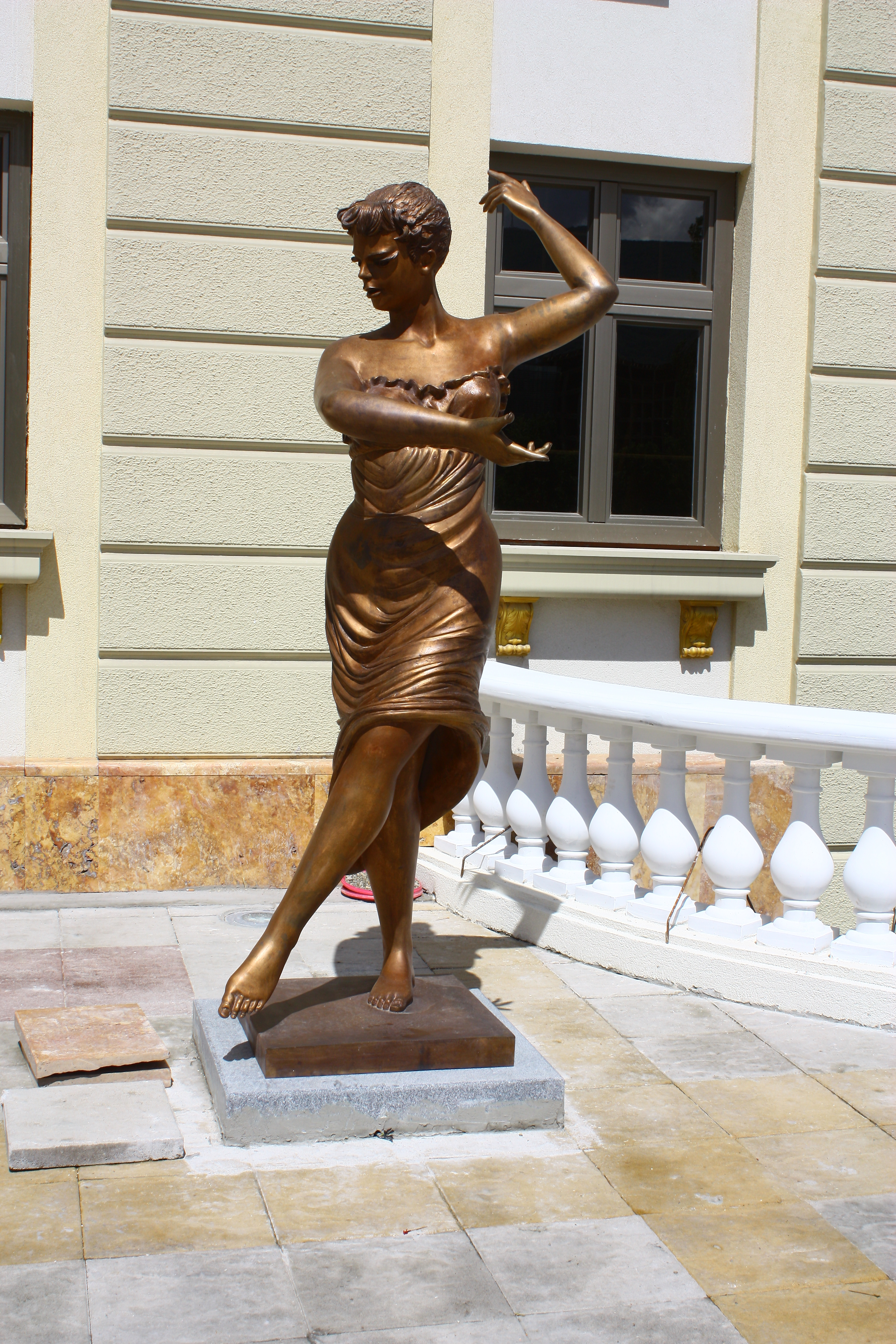
Statue de danseuse sur le parvis.
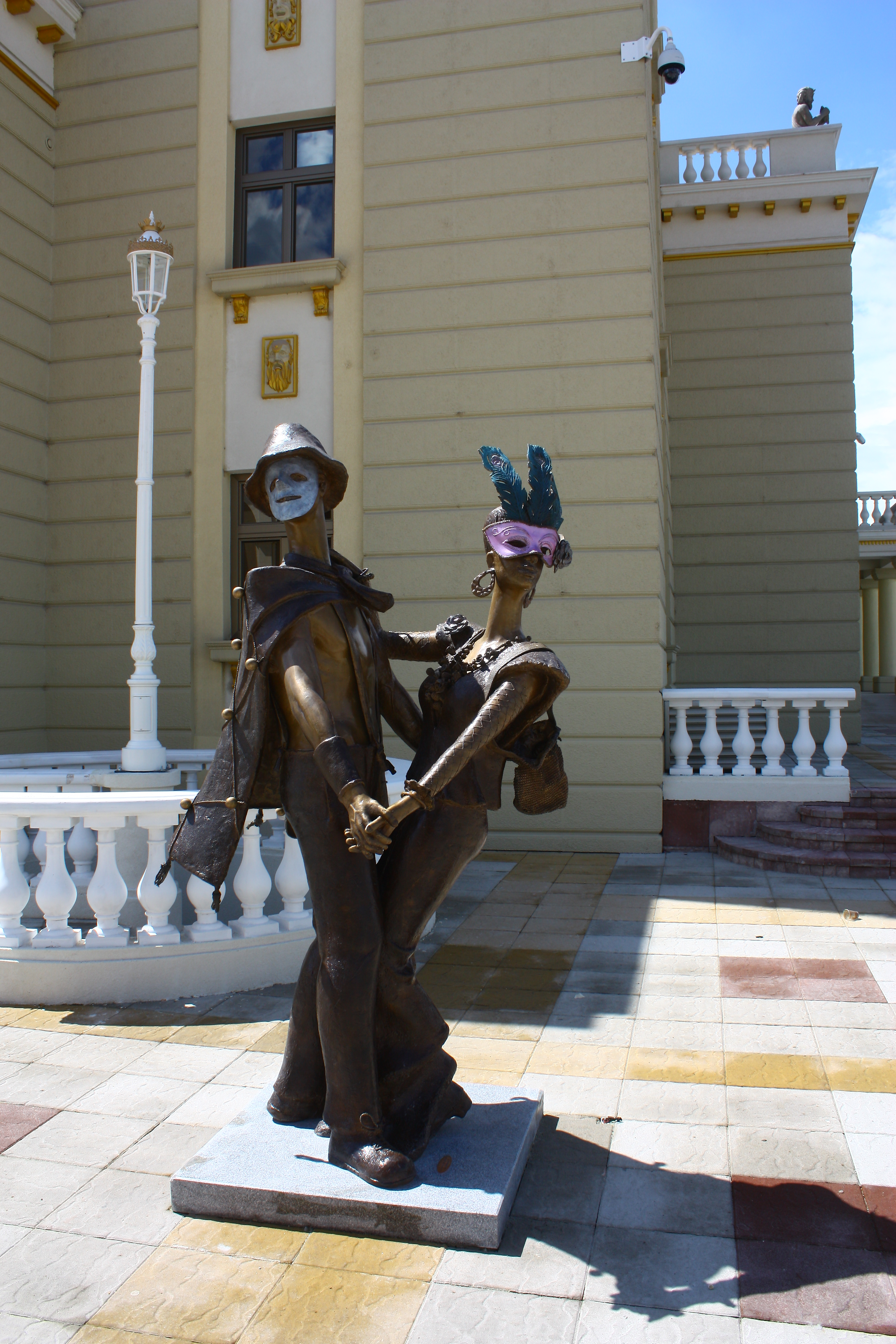
Danseurs.
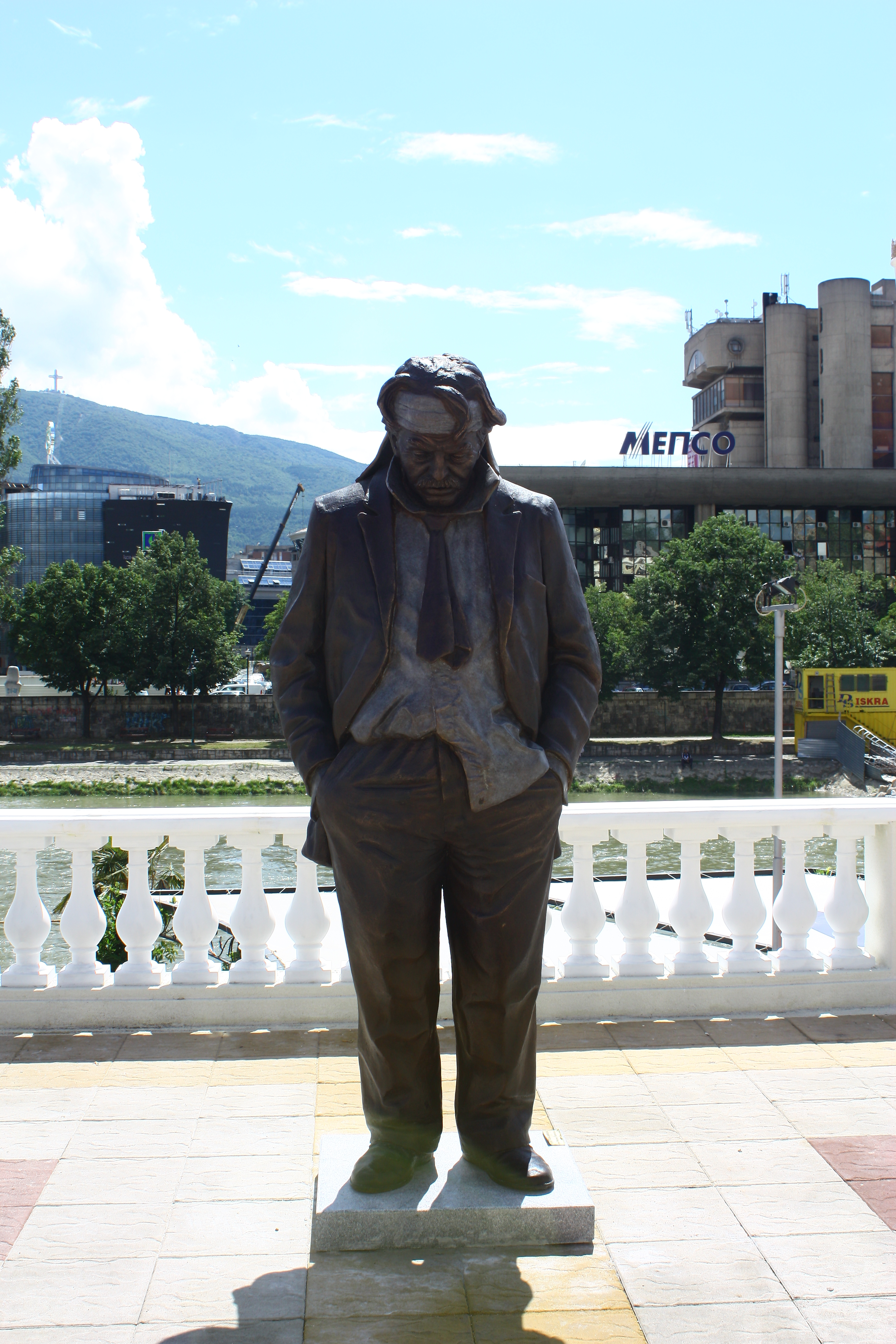
Statue de l'acteur Todor Nikolovski.

### Intérieur

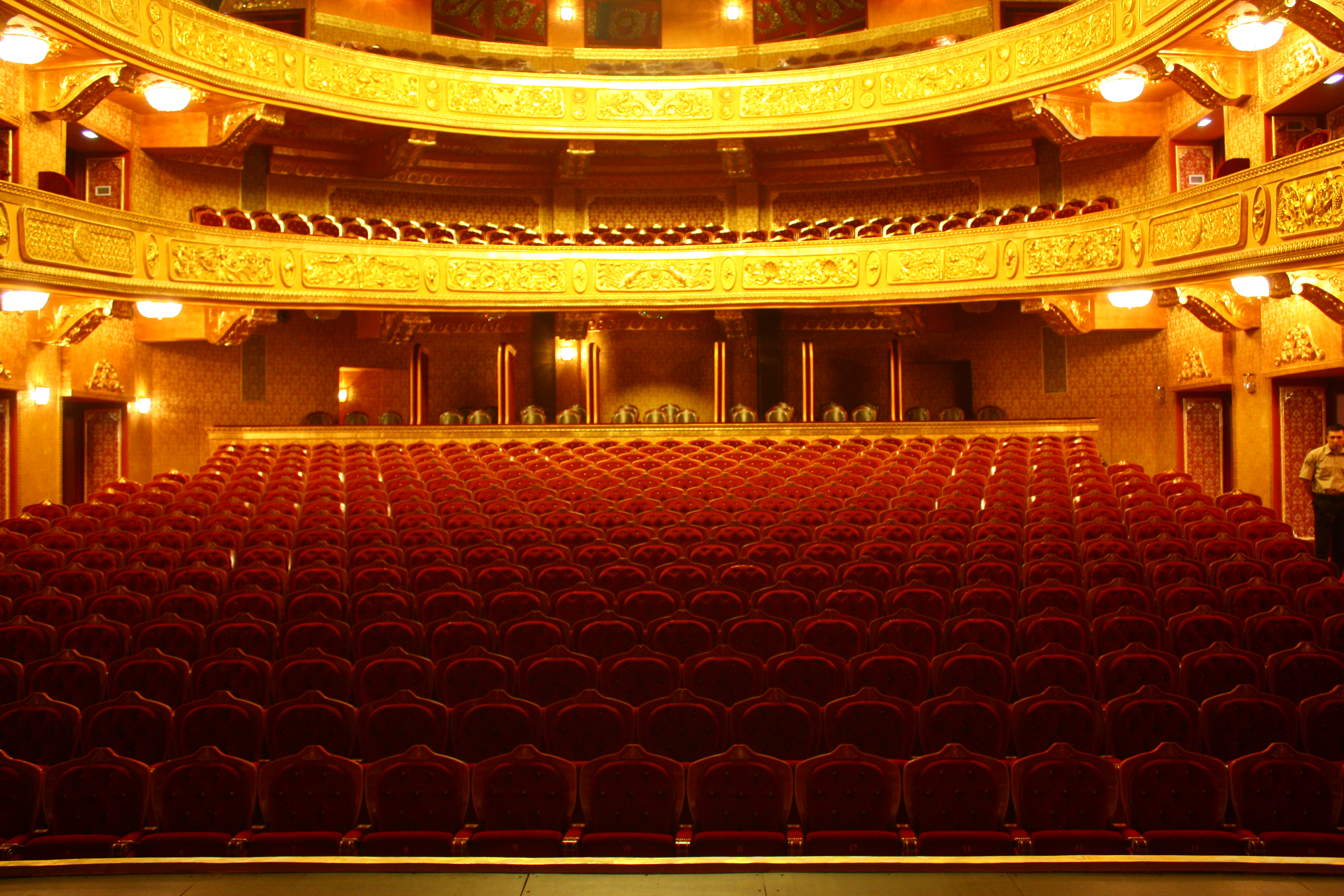
La grande salle.

Les améliorations apportées au théâtre de 1927 ont notamment permis d'accroître le nombre de places et d'améliorer la visibilité et l'acoustique. L'espace scénique a été complètement repensé, afin qu'il soit équipé des meilleures technologies. L'architecte a aussi créé plus d'espace pour les artistes et l'administration du théâtre, ainsi que des appartements pour les invités de marque, un café-restaurant avec une terrasse, et des salles pour les répétitions. Il a enfin imaginé un deuxième auditorium, plus petit, mais équipé lui aussi des meilleures technologies.
La décoration intérieure est totalement différente de celle qui était visible dans le théâtre de 1927. Elle a cependant été réalisée dans un style historiciste, et elle cherche à montrer le patrimoine culturel macédonien ainsi que l'histoire du théâtre.
Le hall renferme un petit musée qui retrace l'histoire du théâtre. Il contient notamment des pièces provenant du théâtre de 1927. Plusieurs statues décorent le foyer, elles représentent les grandes figures du théâtre macédonien : Risto Krle, Yordan Hadji Konstantinov-Djinot, Vojdan Chernodrinski, Vasil Iljoski et Anton Panov.
La grande salle contient 724 places, réparties entre le parterre et deux balcons. La petite salle, située en dessous, contient 213 sièges. L'ensemble du bâtiment fait 7 200 m2.

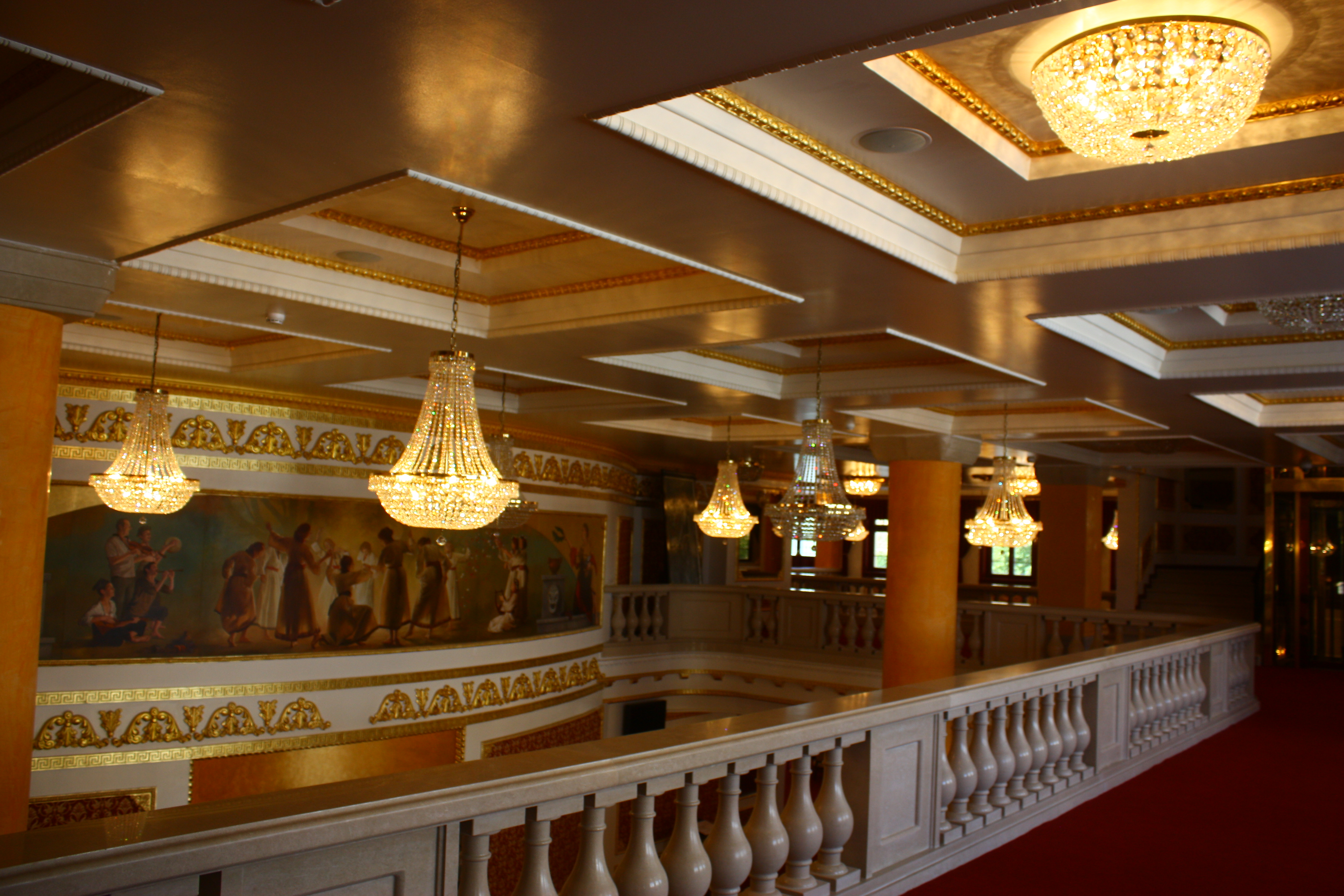
Le foyer.
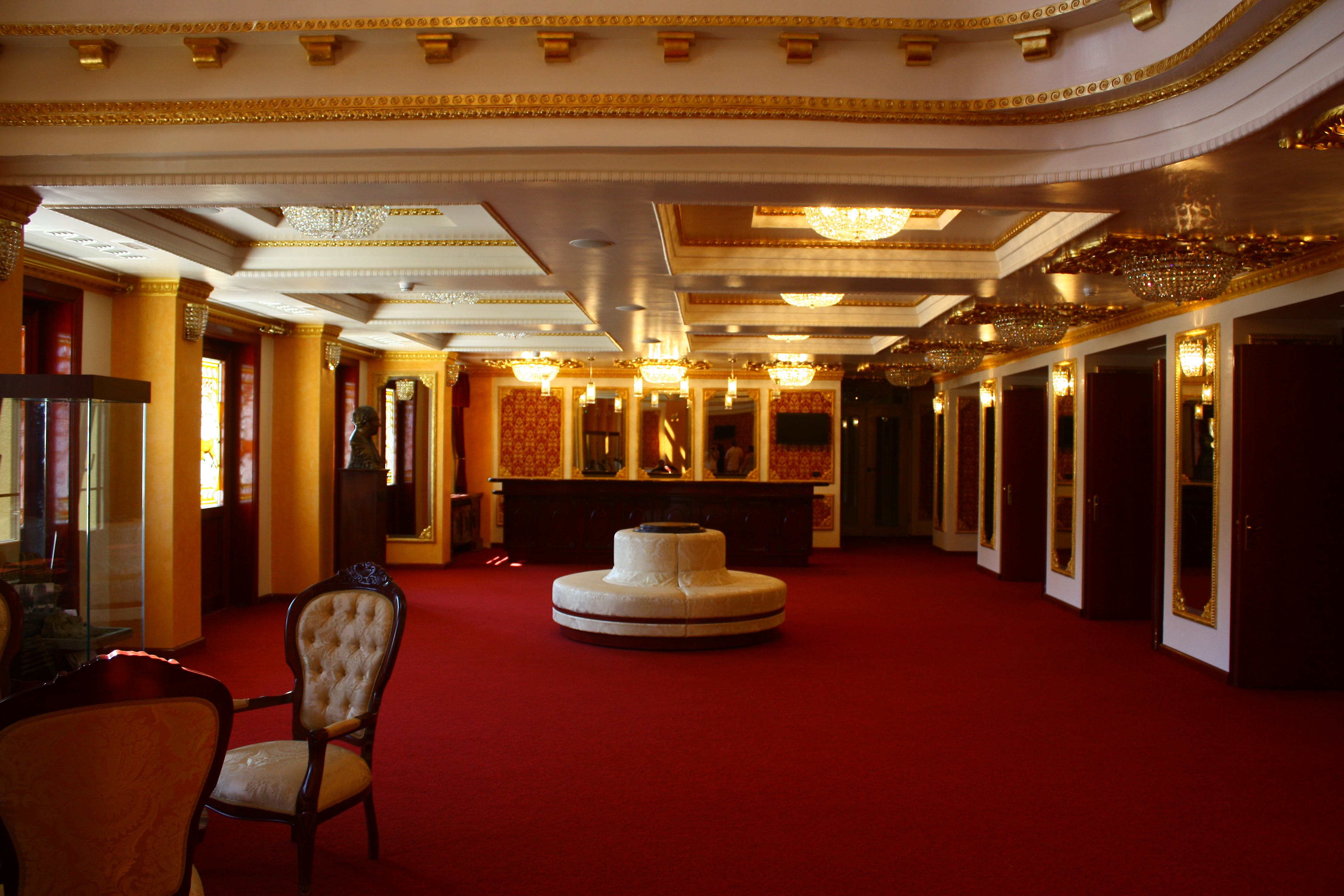
Le foyer.
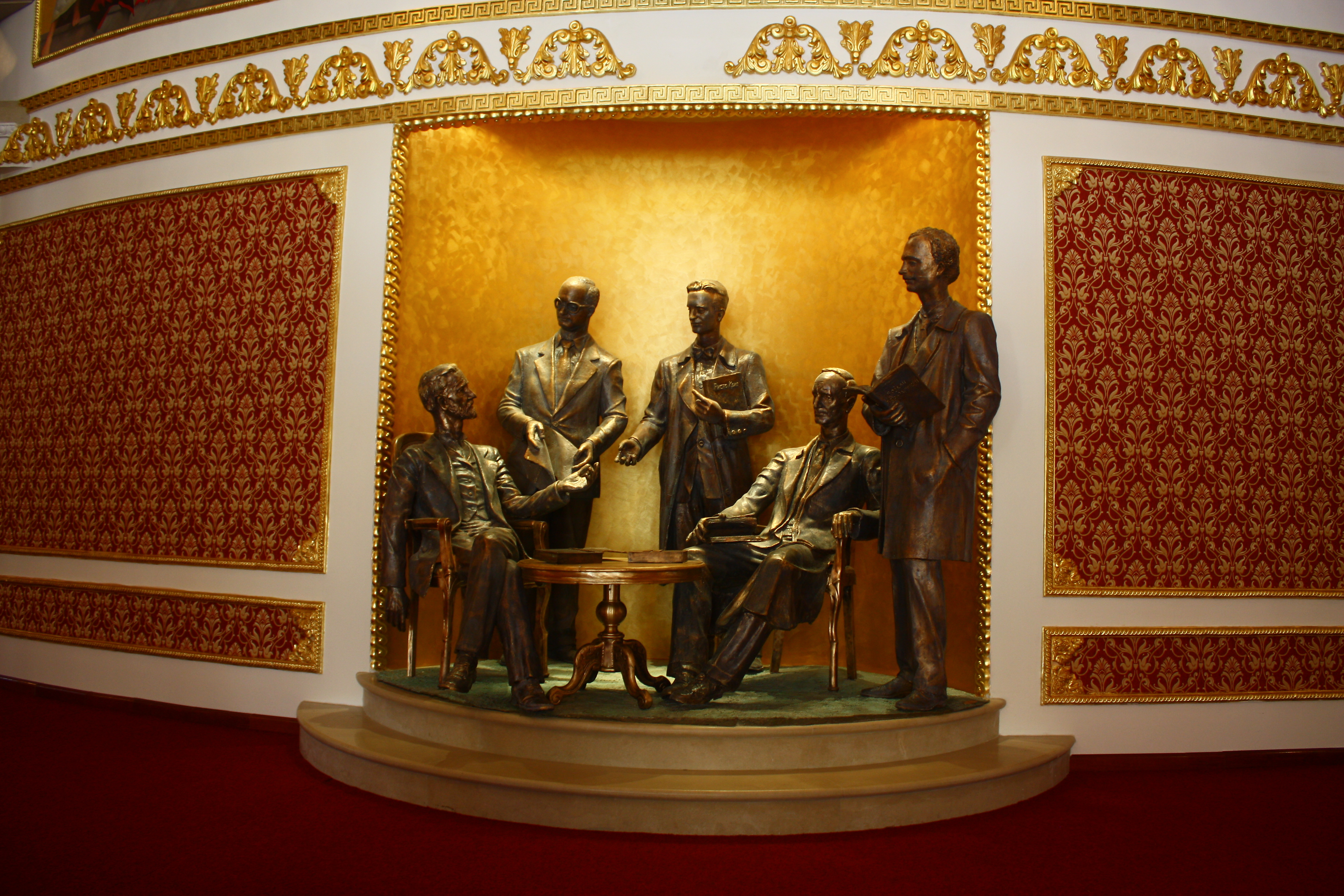
Les statues du foyer.
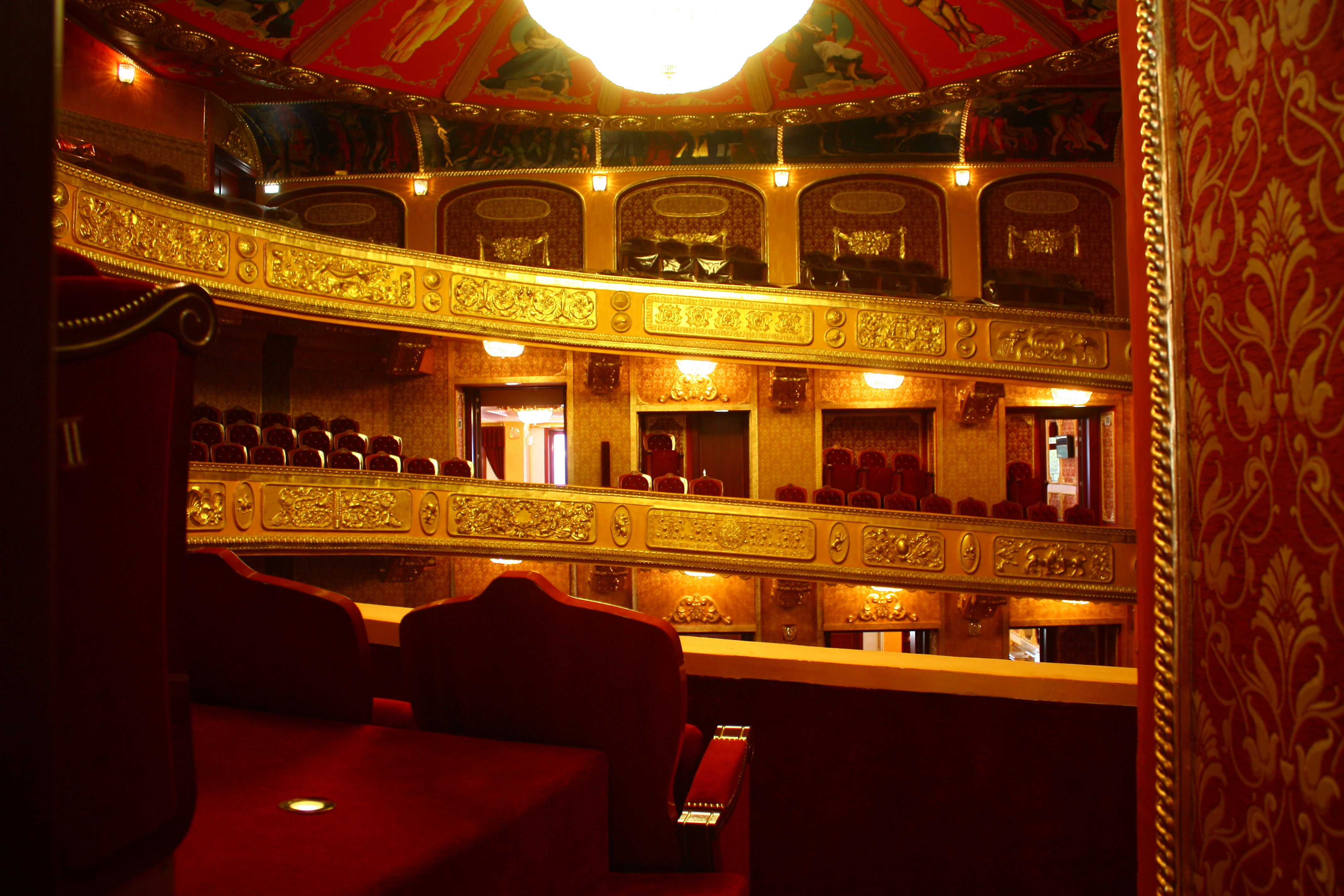
La grande salle.
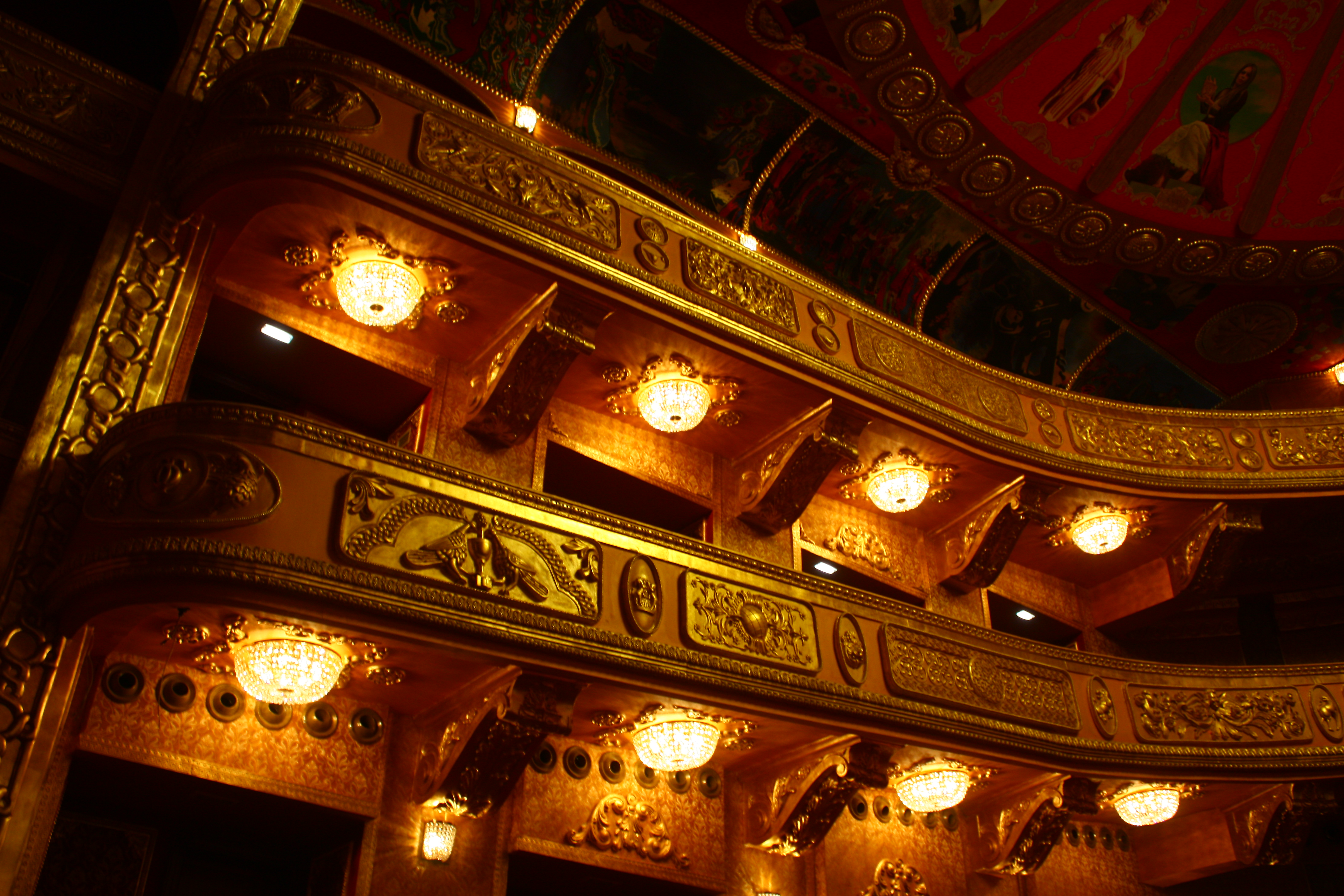
Détail des balcons de la grande salle.
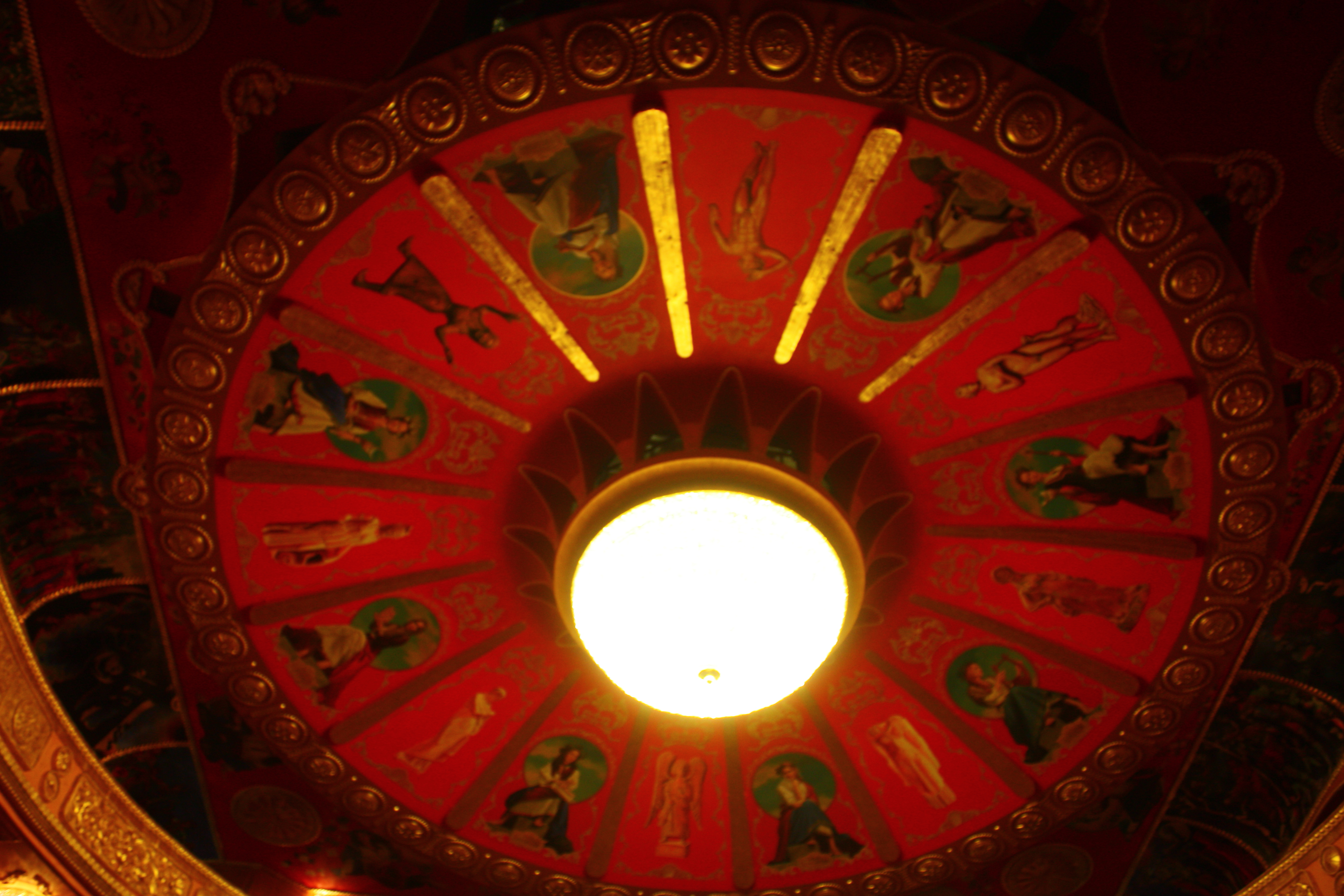
Le plafond de la grande salle.

## La troupe
La troupe du Théâtre national est la plus importante du pays. Elle rassemble une cinquantaine d'acteurs et son répertoire est très varié. Depuis sa création en 1945, la troupe a présenté plus de 300 premières et plus 8 000 spectacles au total. Les comédiens du Théâtre national jouent souvent des pièces macédoniennes, mais une place importante est aussi accordée aux auteurs originaires de l'ex-Yougoslavie et du reste du monde, comme Branislav Nušić, Ödön von Horváth, Raymond Queneau, Gabriel García Márquez, Peter Weiss, Sarah Kane, William Shakespeare, Mikhaïl Boulgakov, Samuel Beckett, Albert Camus, Georg Büchner, Sławomir Mrożek, Georges Feydeau, etc.
Le Théâtre national macédonien a d'abord été entièrement dévolu à l'art dramatique, mais après deux saisons, il a aussi accueilli une troupe de ballet et d'opéra. Le premier opéra est présenté en 1947, et le premier ballet voit le jour en 1949. Les trois activités sont restées regroupées jusqu'en 2004, date à laquelle les troupes de ballet et d'opéra ont adopté un fonctionnement indépendant. Avant 2013 et l'ouverture du nouveau théâtre, les trois troupes occupaient la même salle, qui est désormais réservée à l'Opéra et Ballet macédoniens (abrégés en MOB, МОБ).